# Симеон Пиронков
Симеон Ангелов Пиронков е български композитор, автор на камерна, хорова, симфонична и оперна музика, представител на българския музикален авангард.

## Биография
Роден е на 18 юни 1927 г. в град Лом.
През 1952 г. завършва специалност композиция в класа на проф. Парашкев Хаджиев и дирижиране в класа на проф. Ас. Димитров. Последователно е диригент на оркестъра на Народния театър за младежта, през 60-те работи като музикален оформител в Студия за игрални филми, от 1968 г. работи на свободна практика, а от 1980 г. е доцент във ВИТИЗ „Кръстьо Сарафов“, където води лекции по музикално оформление на спектакъла. През 1990 г., съвместно с Георги Тутев е един от основателите на Дружеството за нова музика в България, българска секция на Международното общество за съвременна музика (ISCM) (1990), като след смъртта на Тутев от 1994 до 2000 г. става негов председател и директор на фестивала Musica Nova Sofia. Председател на фондацията и международния конкурс за млади оперни певци „Борис Христов“ (от 1992).
Умира на 25 януари 2000 г. в София.

## Памет
На Симеон Пиронков е наречена улица в квартал „Симеоново“ в София (Карта).

## Награди
- Почетно звание „Заслужил артист“ (1977),
- Почетно звание „Народен артист“ (23 май 1985),
- Лауреат на „Димитровска награда“ (17 юни 1982),
- Носител на Хердерова награда (1985),
- Орден „Народна република България“ втора степен (1987).

## Творби
Симфоничен оркестър
- El Tango  вариации (1996)
- Босненска приспивна (1993)
- Пасакалия (1991)
- Оркестрова сюита „Модерн“ (1988)
- Симфонична скица върху една популярна мелодия (1986)
- Български фолклорен танц „Петрунко“ (1983)
- „Нощна музика“ (1968)

Музикално сценични
- „О, моя мечта…“ – лирична комедия по собствено либрето (1985)
- „Пъстрата птица“ – комична опера по собствено либрето (1979)
- „Добрият човек от Сечуан“ – опера по Бертолд Брехт (1965)

Кантатно ораториални
- „Житие и страдания грешнаго Софрония“ – оратория за хор и орк. (1976)
- „Истинската апология на Сократ“ за бас, ударни и струнни инструменти по текст на Костас Варналис (1967)

За камерен оркестър
- „Четири капричии от Паганини“ – транскрипция за струнен ансамбъл (1994)
- Kammersinfonie за 11 солисти (1990)
- „Лирична сюита“ (1983)
- „Балетна музика в памет на Стравински“ (1972)
- „Реквием за един неизвестен млад човек“ за 13 струнни (1968)
- „Движения за 13 струнни“ (1967)
- Симфония (1960)

Камерна музика
- „Три движения“ за соло арфа (1992)
- Екологично трио за цигулка, кларинет и контрабас (1987)
- Струнен квартет №3 (1985)
- Tema con variationi за цигулка и пиано (1985)
- „Приспивна песен“ за кларинет и пиано (1983)
- „Интрада и капричио“ за соло виолончело (1980)
- „Четири епизода“ за валдхорна и пиано (1975)
- Струнен квартет №2 (1966)
- Соната за соло обой (1956)
- Соната за соло цигулка (1955)
- Струнен квартет №1 (1951)
- Дуо за 2 цигулки (1951)
- Трио за цигулка, виола и виолончело (1950)

### Филмова музика
Игрални филми
- 1990 – Племенникът чужденец (реж. Мариана Евстатиева-Биолчева)
- 1986 – Място под слънцето (реж. Румен Сурджийски)
- 1984 – Спасението (реж. Борислав Пунчев)
- 1983 – Константин Философ (реж. Георги Стоянов)
- 1983 – Завръщане (реж. Стефан Димитров)
- 1982 – Дяволското оръжие (реж. Мариана Евстатиева-Биолчева)
- 1981 – Хан Аспарух (реж. Людмил Стайков)
- 1980 – Голямото нощно къпане (реж. Бинка Желязкова)
- 1980 – Прозорецът (реж. Георги Стоянов)
- 1979 – Черешова градина (реж. Иван Андонов)
- 1979 – Мигове в кибритена кутийка (реж. Мариана Евстатиева-Биолчева)
- 1979 – Роялът (реж. Борислав Пунчев)
- 1978 – Утрото е неповторимо (реж. Никола Любомиров)
- 1977 – Басейнът (реж. Бинка Желязкова)
- 1977 – Година от понеделници (реж. Борислав Пунчев)
- 1976 – Допълнение към Закона за защита на държавата (реж. Людмил Стайков)
- 1976 – Самодивско хоро (реж. Иван Андонов)
- 1975 – При никого (реж. Иванка Гръбчева)
- 1974 – Дневна светлина (реж. Маргарит Николов)
- 1974 – Зарево над Драва (реж. Зако Хеския)
- 1973 – Последната дума (реж. Бинка Желязкова)
- 1972 – Обич (реж. Людмил Стайков)
- 1972 – Наковалня или чук (реж. Христо Христов)
- 1972 – Стихове (реж. Маргарит Николов)
- 1971 – Изпит (реж. Георги Дюлгеров)
- 1971 – Тримата от запаса (реж. Зако Хеския)
- 1970 – Черните ангели (реж. Въло Радев)
- 1970 – Князът (реж. Петър Василев)
- 1967 – Привързаният балон (реж. Бинка Желязкова)
- 1967 – Най-дългата нощ (реж. Въло Радев)
- 1966 – Между двамата (реж. Димитър Петров)
- 1966 – Цар и генерал (реж. Въло Радев)
- 1965 – Краят на една ваканция (реж. Людмил Кирков)
- 1964 – Крадецът на праскови (реж. Въло Радев)
- 1963 – Инспекторът и нощта (реж. Рангел Вълчанов)
- 1962 – Слънцето и сянката (реж. Рангел Вълчанов)
- 1962 – Хроника на чувствата (реж. Любомир Шарланджиев)
- 1961 – А бяхме млади (реж. Бинка Желязкова)
- 1960 – Първи урок (реж. Владимир Петров, Рангел Вълчанов)
- 1959 – Звезди (реж. Конрад Волф, Рангел Вълчанов)
- 1958 – На малкия остров (реж. Рангел Вълчанов)

Тв сериали
- 1986 – Васко да Гама от село Рупча (реж. Димитър Петров)
- 1983 – Милионите на Привалов (реж. Дитхард Кланте, Николай Попов)

Анимационни филми
- 1970 – Петльовата пара (реж. Радка Бъчварова)
- 1966 – Дупката (реж. Зденка Дойчева)
- 1966 – Недовършеният (реж. Зденка Дойчева)
- 1965 – Маргаритка (реж. Тодор Динов)
- 1963 – Ревност (реж. Тодор Динов)
- 1962 – Гръмоотводът (реж. Тодор Динов)
- 1960 – Снежният човек (реж. Радка Бъчварова)

Документални филми
- 1968 – Хиляда жерави (реж. Христо Ковачев)
- 1963 – Празник на надеждата (реж. Христо Ганев)
- 1973 – Възможното – невъзможно (реж. Александър Обрешков, научнопопулярен)